# Bodião-papagaio
O bodião-papagaio (Bodianus rufus) é uma espécie americana de peixe teleósteo, um perciforme da família dos labrídeos (Labridae). Tais  animais chegam a medir até 60 cm de comprimento, possuindo uma coloração azulada no caso dos machos e avermelhada nas fêmeas.